# 贝特朗·吉勒
贝特朗·吉勒（法語：Bertrand Gille，1978年3月24日—），法國男子手球運動員，亦是法國國家男子手球隊隊員。曾在2001及2011年世界男子手球錦標賽為法國隊奪得冠軍；個人則曾在2002年當選「國際手聯世界手球先生」。
2008年，吉勒代表法国參加中國北京舉行的奥林匹克运动会男子手球比賽，最終贏得一面金牌。

## 個人榮譽
- 國際手聯世界手球先生（2002年）

## 外部連結
- HSV Handball Profile（德文）